# Dagbouw

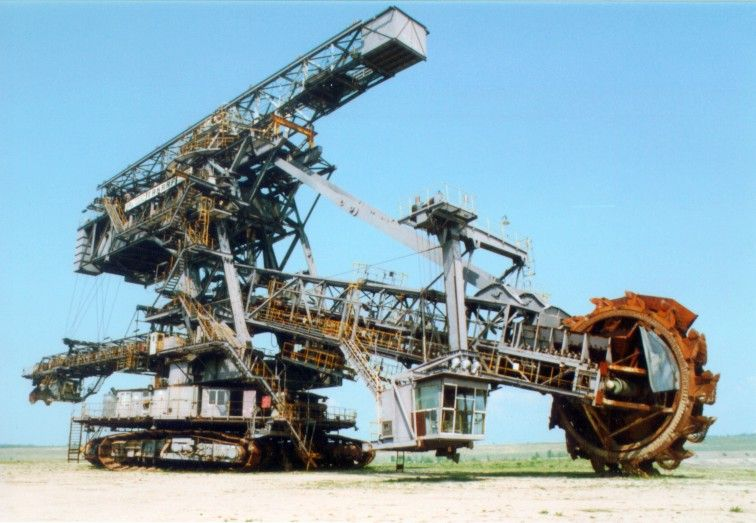
Graafmachine in een bruinkoolgroeve

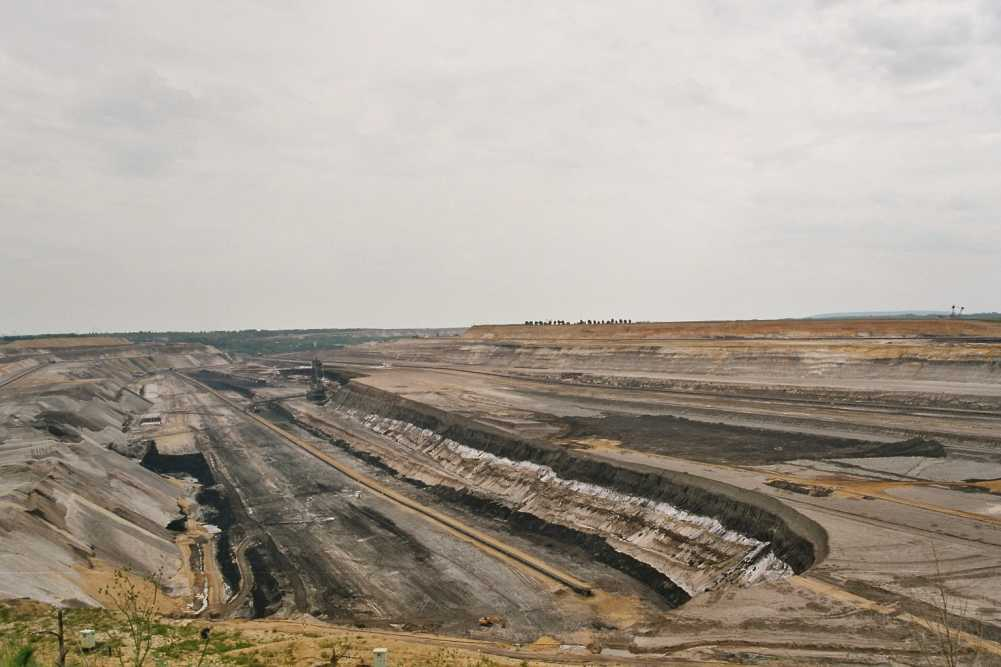
bruinkoolgroeve in Garzweiler, Duitsland

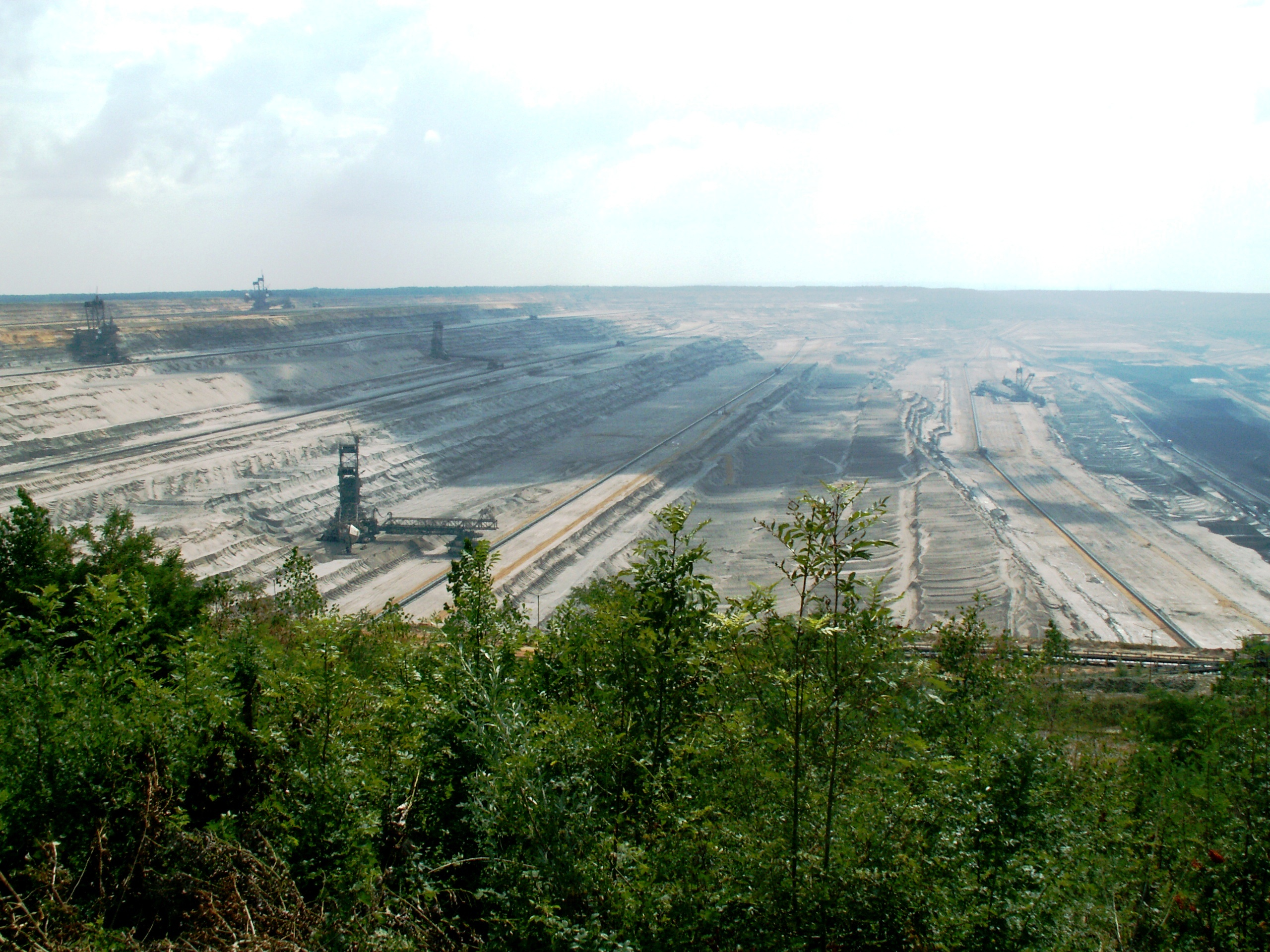
Dagbouw bij Hambach

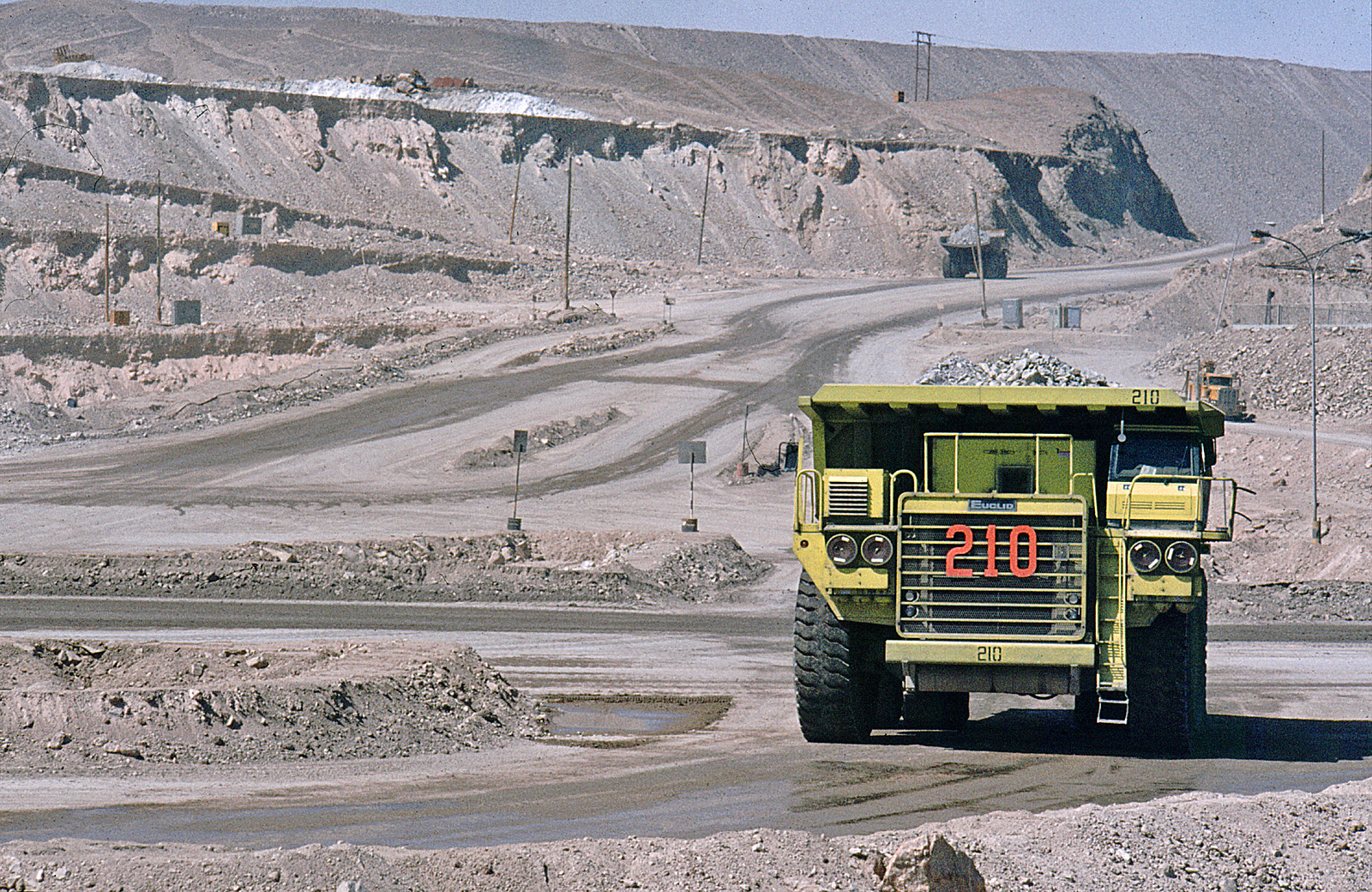
Kiepwagen in de kopermijn Chuquicamata van Chili

Dagbouw is een vorm van mijnbouw, waarbij de delfstoffen in een groeve worden afgegraven aan de oppervlakte. Daarom is de aantasting van het landschap bij deze wijze van ontginning erg groot, veel meer dan bij gesloten mijnen. 

## Algemeen
Dagbouw wordt toegepast op plaatsen waar de delfstof relatief dicht aan de oppervlakte ligt en waar het niet-weggegraven materiaal het gewicht van de toplaag niet kan dragen. Op deze manier worden onder andere mergel, grind, klei, zand, ijzererts, zilverzand, bruinkool en ondiep liggende steenkoollagen gewonnen. In het verleden werd op deze manier ook vuursteen ontgonnen.
De schaal waarop dagbouw uitgevoerd wordt kan enorm verschillen. Die schaal varieert van kleine groeves vlak bij een dorp of stad tot werkelijk enorme groeves, die vele vierkante kilometers open terrein beslaan. De grootste dagbouwgroeves vindt men in de Verenigde Staten (koper, molybdeen), Chili (koper) en Duitsland (bruinkool).
Bij de meeste dagbouwmijnen wordt de delfstof afgegraven met een shovel of dragline en wordt rots met dynamiet opgeblazen. Vervolgens wordt het ruwe materiaal met kiepwagens naar de verwerkingsfabrieken gebracht. Bij grote mijnen worden graafwielbaggers ingezet, en verloopt het transport met lopende banden.

## Nederland

### Vuursteen
De oudste tekenen van dagbouw in Nederland zijn prehistorische dag- en schachtbouwmijnen in Rijckholt en Valkenburg, waar vuursteen werd gewonnen om gereedschappen van te maken.

### Kalksteen
In Zuid-Limburg (Formatie van Maastricht) en in Winterswijk (Rötformatie) werd kalksteen gewonnen in dagbouw alsook in ondergrondse winning. De ENCI-groeve in Maastricht was de grootste dagbouwgroeve van Nederland, hier werd tot in 2018 geproduceerd. Anno 2021 wordt er in dagbouw kalksteen gewonnen in de Kunradersteengroeve.
Lijst van voormalige groeven waarbij dagbouw is toegepast:
- Blankenberggroeve
- Groeve Blom
- Groeve Bovenste Bosch
- Curfsgroeve
- ENCI-groeve
- Groeve Kasteel Oost
- Julianagroeve
- Groeve Keutenberg
- Groeve Moerslag
- Groeve 't Rooth
- Steengroeve Winterswijk

### Bruinkool
In Zuidoost-Limburg werd in de 20e eeuw aan dagbouw gedaan voor de winning van bruinkool. Er lagen meerdere concessiezones in de plaatsen Urmond, Brunssum, Eygelshoven, Haanrade. De eerste grootschalige bruinkoolmijn ging van start in 1915 (Carisborg I), de laatste werd gesloten in 1968.

### Grind
In het Maasland werd vanaf ±1870 grind uit de Maas gebaggerd. Na de Tweede Wereldoorlog verplaatste de ontginning zich naar de uiterwaarden, waar zo de "Maasplassen" ontstonden. Na 2000 werd de grindwinning geleidelijk aan afgebouwd, met uitzondering van de ontginning langs de Grensmaas. Die mag nog doorgaan, ten bate en ter financiering van een uitbreiding van de waterberging (de zgn. "Maaswerken").

### Löss
- De Belvédère-groeve bevatte een steenfabriek en kiezelexploitatie (1897-1982). Het is tevens de locatie van de oudst gedateerde archeologische resten van Nederland.

### Zand / Leem
- Groeve Langen Akker
- Meertensgroeve
- Meester van der Heijden-groeve
- Rüschergroeve
- Groeve Sweijer
- De Zândkoele (winning van Keileem)
- Zilverzandgroeve Hargen
- Zilverzandgroeves Heerlerheide
- Zwerfsteneneiland

### Zandsteen
- Cottessergroeve
- Heimansgroeve
- Staringgroeve

## België

### Steenkool
Waarschijnlijk werd in de Romeinse tijd ook al dagzomende steenkool gewonnen in de Borinage.

### Vuursteen
Op het Plateau van Eben-Emael zijn er meerdere vuursteenmijntjes te vinden, in Wonk, Bitsingen en Eben-Emael. Deze winningen vonden plaats tot begin jaren '60, waarbij men o.a. silex-klinkers produceerde. Een van de bekendste steenhouwers was Robert Garcet, die de Toren van Eben-Ezer bouwde met materiaal uit de groeves in de directe omgeving.

### Kalksteen
Actieve winning van kalksteen vindt momenteel nog plaats in:
- Groeve van Loën van het bedrijf CBR.
- Groeve Romont van het bedrijf CBR.
- Groeve Kreco.
- Op het Plateau van Eben-Emael in Groeve Marnebel.

Voormalige ontginningen:
- Groeve Dierkx
- Hauts de Froidmont
- Dagbouwgroeve in Gelinden
- Thier de Boirs
- Trou d'Enfer bij Haccourt
- Carrière de Boyou in Heure-le-Romain
- Carrière Chesney bij Rukkelingen-aan-de-Jeker
- De groeves van Wezet, Richelle en Argenteau
- Ook in Groeve Henisdaal werd er dagbouw toegepast.

### Porfier
- In Quenast ontgint men sinds de 17de eeuw porfier, een hard gesteente dat traditioneel diende om de gekende Belgische kasseien te maken. De groeve heeft een oppervlakte van 140 hectare, en is op sommige plaatsen 125 m diep.
- In Lessines heeft het bedrijf CUP (Carrières Unies de Porphyre) ook een porfiergroeve.

### Klei
Van oudsher wordt er klei gewonnen in de valleien van de Middenmaas, de Rupel en de Aa. Daarom liggen er veel baksteen- en dakpanbakkerijen in het Maasland, Boom en de omgeving van Turnhout. 

### Zand & Grind
In de 19e eeuw komt de winning van zilverzand (voor glas) en grind (voor de "kiezelwegen" en voor beton) op gang. Zilverzand wordt ontgonnen op het Kempens Plateau, in het bijzonder in As en Lommel; grind in de riviervlakte van de Maas, d.i. in en rond de Grensmaas. Beide sectoren worden sinds 1990 geleidelijk aan afgebouwd wegens hun impact op landschap en milieu. 

## Duitsland
In westelijk Duitsland zijn, tussen Keulen en Aken (Rijnlands bruinkoolgebied) drie grote bruinkoolmijnen actief:
- Garzweiler I en Garzweiler II
- Inden
- Hambach. Dit is met 299 meter onder NAP een van de laagste bovengrondse plekken op aarde.

Reeds gesloten mijnen zijn de bruinkoolgroeve Fortuna-Garsdorf, de bruinkoolgroeve Frechen, de bruinkoolgroeve Bergheim en de bruinkoolgroeve Zukunft.
Voor deze mijnen zijn diverse dorpen verplaatst (zogenaamde transmigratiedorpen), oudere delen van deze mijnen (vooral Garzweiler) zijn alweer opgevuld met restmateriaal uit nieuwere mijnen en ingericht als natuur- en recreatiegebied.
In oostelijk Duitsland ligt de Lausitz bruinkoolmijnstreek en Midden-Duitse bruinkoolmijnstreek met diverse groeves. Veel mijnen daar zijn gesloten om er vervolgens een recreatiemeer van te maken. De Lausitzer und Mitteldeutsche Bergbau-Verwaltungsgesellschaft (LMBV) houdt zich actief met de sanering bezig.

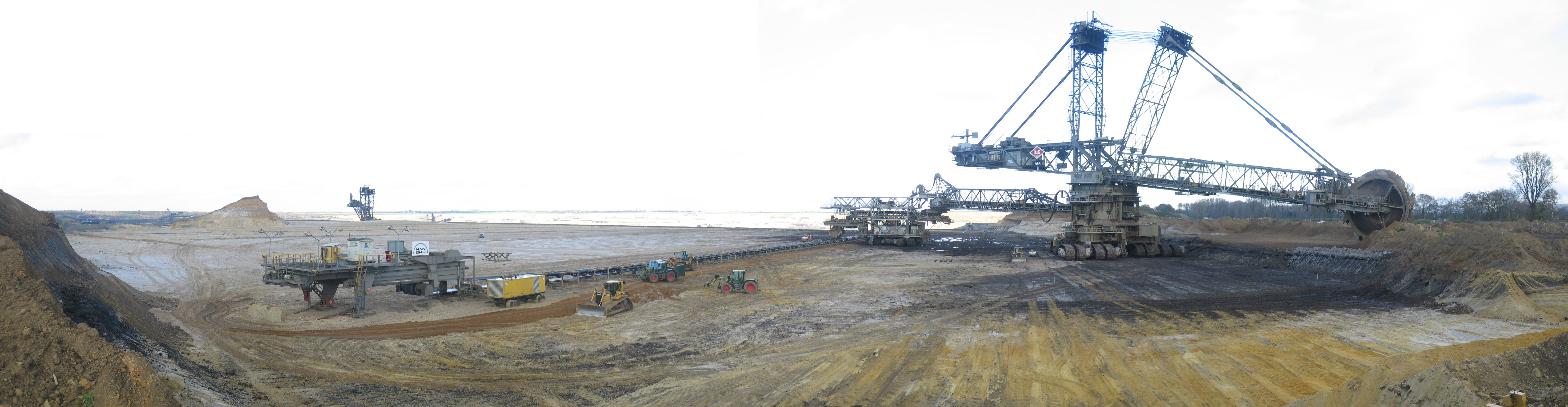
Bruinkoolmijn bij Inden (Dld). De graafmachine van circa 70m hoog is bezig de toplaag af te graven zodat de onderliggende bruinkoollaag bereikbaar wordt. Via de lopende band (links) wordt de toplaag afgevoerd om in een al leeggegraven deel van de mijn gestort te worden. Op de plek die hier afgegraven wordt, stonden vroeger de huizen van het dorp Inden

.

## Verenigde Staten
- Berkeley Pit - Een voormalige kopermijn in Montana, nu een giftig meer.
- Hull-Rust-Mahoning Mine - een van de grootste dagbouwmijnen voor ijzererts ter wereld, 8 km² groot.
- Bingham Canyon Mine - de diepste dagbouwmijn ter wereld; gelegen in Utah,800 m diep en 4 km² groot.

## Australië
- Super Pit-goudmijn - grootste goudmijn van Australië in Kalgoorlie.